# گمینا پواسکا
گمینا پواسکا (به لهستانی:  Gmina Płaska) یک گمینا در لهستان است که در شهرستان اوگوستوف واقع شده‌است. گمینا پواسکا ۳۷۳٫۱۹ کیلومتر مربع مساحت و ۲٬۵۵۵ نفر جمعیت دارد.